# Colonia (album)
Colonia è il secondo album in studio del gruppo musicale svedese A Camp, pubblicato nel 2009.

## Tracce
Tutte le tracce sono state scritte da Nina Persson, Niclas Frisk e Nathan Larson.
1. The Crowning – 3:45
2. Stronger than Jesus – 3:05
3. Bear On the Beach – 4:11
4. Love Has Left the Room – 3:39
5. Golden Teeth and Silver Medals (feat. Nicolai Dunger) – 4:41
6. Here are Many Wild Animals – 3:53
7. Chinatown – 4:43
8. My America – 3:12
9. Eau de Colonia – 0:29
10. I Signed the Line – 2:57
11. It's Not Easy to Be Human – 2:35
12. The Weed Had Got There First – 6:39

## Formazione

### Gruppo
- Nina Persson — voce, piano, tastiera, loop
- Nathan Larson — chitarra elettrica, chitarra acustica, basso, tastiera, sintetizzatore, loop, cori
- Niclas Frisk — chitarra elettrica, chitarra acustica, piano, organo, loop, cori

### Altri musicisti
- Kevin March — batteria, percussioni
- Nicolai Dunger — voce in Golden Teeth and Silver Medals
- Mark Linkous — slide guitar in The Weed Had Got There First
- James Iha — chitarra elettrica
- Joan Wasser — violino, viola
- Jane Scarpantoni — violoncello
- Cat Martino — cori, tastiera
- Anna Ternheim — cori
- Jon Natchez — fiati
- Kelly Pratt — fiati